# 大沢努
大沢 努（おおさわ つとむ）は、日本のギャング。
「世界一過酷な刑務所」と言われているフィリピンの2万人を超える囚人が収容されたモンテンルパ刑務所で、19年にわたり服役し、史上初の外国人コマンダーとしてプリズン・ギャング（刑務所内のギャング組織）」の頂点に立った日本人である。

## 来歴・人物
1975年、高校卒業後に旅行代理店に勤めていた彼は、23歳の若さで独立し、フィリピンで日本人相手の買春ツアーに力を注いだ。が、78年にパサイ市の置屋に嵌められ拳銃不法所持で逮捕。父親が金を工面し無罪放免となるも勘当される。
その後、日本へ戻った大沢は、フィリピン・コネクションを活かし多くの「ジャパゆきさん」を入国させ、80年に再度マニラへ渡る。
1986年5月、大沢は日本人観光客の営利誘拐、不法監禁の罪で再び逮捕。そして、世界最悪とも言われるモンテンルパ刑務所に入所する。
1993年4月、大沢はスプートニクのコマンダーに任命。
2005年2月9日、モンテンルパ刑務所から出所。